# Servisch-Orthodoxe Kerk
De Servisch-Orthodoxe Kerk (Servisch: Српска православна црква (СПЦ), Srpska pravoslavna crkva (SPC)) of Kerk van Servië of Patriarchaat Servië behoort tot de oosters-orthodoxe kerken. Ze is een autocefale kerk geleid door een patriarch. Ze telt gelovigen in Servië, Noord-Macedonië, Montenegro, Bosnië en Herzegovina, Slovenië, Kosovo en Kroatië. Het grootste Servisch-orthodoxe kerkgebouw in de wereld en tevens het grootste orthodoxe kerkgebouw ter wereld is de Kathedraal van de Heilige Sava in Belgrado.

## Geschiedenis

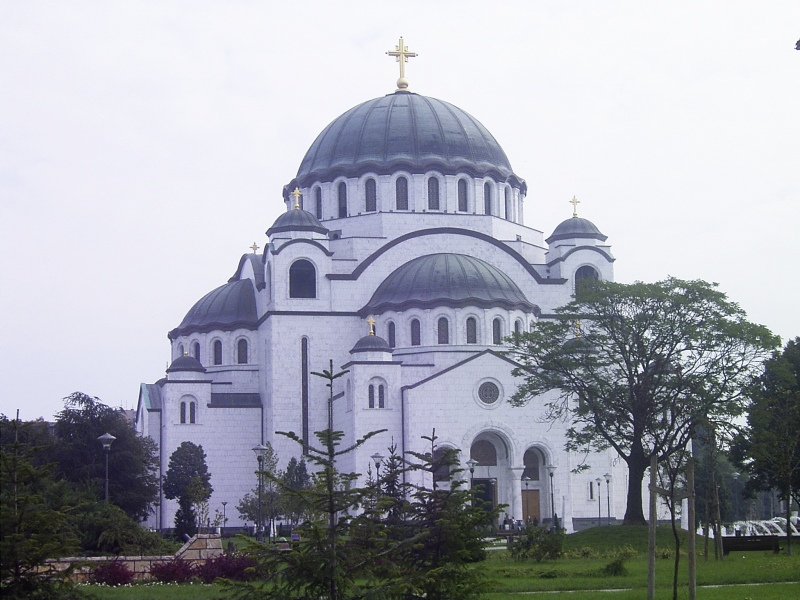
Kathedraal van de Heilige Sava in Belgrado

Kort na hun gestelde aankomst in de Balkan werden de Servische stammen gekerstend door christelijke missionarissen. In 1219 werd de heilige Sava tot aartsbisschop gewijd. In deze periode waren er sterke banden met het patriarchaat van Constantinopel. In de 14e eeuw kreeg de Servische koning de titel van tsaar en de aartsbisschop van Peć werd patriarch.
In de Ottomaanse periode werd het patriarchaat tijdens verschillende periodes afgeschaft en kwam de Servische kerk onder de jurisdictie van het patriarchaat van Constantinopel. Vele christenen werden gedwongen zich tot de islam te bekeren.
In 1878 werd de Servisch-Orthodoxe Kerk opnieuw autocefaal. Na de Eerste Wereldoorlog werden alle Serviërs verenigd onder één kerkelijke autoriteit en het patriarchaat werd opnieuw ingesteld. Tijdens de Tweede Wereldoorlog had de Kerk te lijden onder vervolging door het fascisme. Na de Tweede Wereldoorlog werden door het communistisch regime kerkeigendommen geconfisqueerd. Godsdienstonderwijs op school was verboden. De situatie verbeterde pas na 1989, alhoewel kerkelijke eigendommen nog niet volledig werden teruggegeven door de staat.

## Huidige kerk

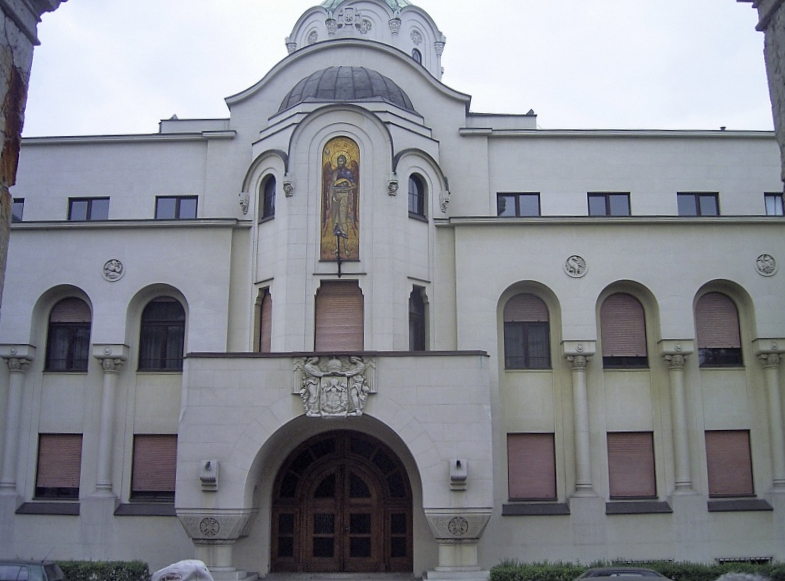
Zetel van de patriarch in Belgrado

Patriarch van de kerk is sinds 18 februari 2021 Porfirije van Servië.

### Verspreiding
Over het aantal gelovigen lopen de schattingen uiteen, tot een maximum van 9 miljoen. In ieder geval is de Servisch-Orthodoxe Kerk de grootste geloofsgemeenschap in Servië met 6.079.296 aanhangers (84,5% van de bevolking) en in Montenegro met 446.858 aanhangers (72,1% van de bevolking). Verder is het de op een na grootste religie in Bosnië en Herzegovina met 30,8% van de bevolking, en in Kroatië met 4,4% van de bevolking.
| Land                  | Aanhangers | % van de bevolking | Jaar |
| --------------------- | ---------- | ------------------ | ---- |
| Servië                | 6.079.296  | 84,5%              | 2011 |
| Montenegro            | 446.858    | 72,07%             | 2011 |
| Bosnië en Herzegovina | 1.085.760  | 30,75%             | 2013 |
| Kroatië               | 190.143    | 4,44%              | 2011 |

Aangezien er een omvangrijke emigratie van Serviërs is geweest, bevinden zich talrijke Servisch-orthodoxe gemeenschappen buiten het voormalige Joegoslavië, onder meer in West-Europa, de Verenigde Staten, Canada en Australië. Cijfers voor eparchies in het buitenland zijn onbekend, maar naar schatting gaat het om ongeveer 2 miljoen aanhangers.

## Verspreiding

Servisch-orthodoxe Kerk

De Servisch-orthodoxe kerk heeft o.a. jurisdictie over:
- De orthodoxe Kerk van Servië (Aartsbisschop van Pec, Metropoliet van Belgrado en Karlovci, Patriarch van de Serven)
- de metropolie van Montenegro en de Littoral
- de metropolie van Dabar-Bosnië
- het autonome aartsbisdom van Ohrid (Aartsbisschop van Ohrid en Metropoliet van Skopje)
- de metropolie van Zagreb, Ljubljana en Geheel Italië
- de metropolie van het middenwesten van Amerika
- het bisdom van Centraal-Europa
- het bisdom van West-Europa
- het bisdom van de Verenigde Staten en Canada van het Nieuwe Gračanica (Metropoliet)
- het bisdom van Oost-Amerika
- het bisdom van West-Amerika
- het bisdom van Australië en Nieuw-Zeeland

## De Servisch-Orthodoxe Kerk in Nederland en België
De Servisch-Orthodoxe Kerk heeft in Nederland 6 parochies en in België 2 parochies. Deze parochies vallen jurisdictioneel onder leiding van bisschop Luka (Kovačević) van Frankrijk en West-Europa. Deze overleed op 17 december 2021. Tijdens de gewone zitting van de Heilige Bisschoppensynode van de Servisch-Orthodoxe Kerk, op 21 mei 2022, werd Justin Jeremić verkozen tot bisschop van het, tot dan toe vacante, bisdom West-Europa.